# 美利坚小姐
美利坚小姐（英語：Miss America）是一个在美国举办的选美活动，创始于1921年。参选佳丽每年由美国各州份及领地选出，来角逐此一桂冠。与美国小姐（Miss USA）不同的是，美利坚小姐的竞选有才艺展示部分，如舞蹈，唱歌等内容。而且美国小姐为环球小姐的一部分，美国小姐的优胜者会代表美国参加环球小姐的选拔，而美利坚小姐则不隶属任何国际选美比赛。
美利坚小姐在美国各地做巡回，平均每24-48小时就要换一个地方，每月行程约20000英里。

## 历史
美利坚小姐于1921年9月在新泽西的大西洋城创办。1927年曾暂停举办，并于1933年恢复。最初做为劳工节后吸引游客的市场计划的一部分。1921年9月8日的比赛吸引了十万人次的观众，比预期中的要多很多。
2018年6月，主办方宣布将永久取消泳装展示环节。

## 评审

### 初赛
- 生活方式与泳装展示：15%
- 晚礼服：20%
- 才艺：35%
- 个人访问：25%
- 台上问答：5%

### 决赛
- 综合分：30%（前16强）
- 生活方式与泳装展示：20%（前16强）
- 晚礼服：20%（前10强）
- 才艺：30%（前8强）
- 台上问答（前8强）
- 最终投票（前5强） 由评审做最终排名并选出优胜者。[2]